# 同型定理
数学、特に抽象代数学において、同型定理 (どうけいていり、英: isomorphism theorems) は商、準同型、部分対象の間の関係を描く3つの定理である。定理のバージョンは群、環、ベクトル空間、加群、リー環、そして様々な他の代数的構造に対して存在する。普遍代数学において、同型定理は代数と合同の文脈に一般化することができる。

## 歴史
同型定理は加群の準同型に対してEmmy Noetherによって雑誌 Mathematische Annalen に 1927 年に掲載された彼女の論文 Abstrakter Aufbau der Idealtheorie in algebraischen Zahl- und Funktionenkörpern においていくらか一般的に定式化された。これらの定理のより一般的でないバージョンは Richard Dedekind の仕事や Noether による前の論文において見つけられる。
3年後、B.L. van der Waerden は彼の大きな影響を及ぼした Algebra、主題への 群-環-体 アプローチをとった最初の抽象代数学の教科書を出版した。Van der Waerden は群論に関する Noether の講義と代数学に関する Emil Artin の講義を、また Wilhelm Blaschke, オットー・シュライアー, そして van der Waerden 自身によって行われたイデアルに関するセミナーを、主なリファレンスとして信用した。準同型定理と呼ばれる3つの同型定理と同型の2つの法則は群に適用されたとき明示的に現れる。

## 群
まず群の文脈において4つの同型定理を述べる。

### 定理の付番と命名について
以下に示す4つの定理はしばしば「第一同型定理」「第二同型定理」⋯⋯と番号を用いた名前で呼ばれるが、文献によってその順番はまちまちである。以下の表に文献ごとの群同型定理の付番の例を示す。なお、これらの定理にはそれぞれ環と加群にも対応する定理が存在することに注意されたい。
| 分類         | 筆者                           | 定理1                                                     | 定理2                                                                        | 定理3                                       |
| ------------ | ------------------------------ | --------------------------------------------------------- | ---------------------------------------------------------------------------- | ------------------------------------------- |
| 「第三」なし | Jacobson                       | 準同型の基本定理 （Fundamental theorem of homomorphisms） | 第二同型定理 （Second isomorphism theorem）                                  | 第一同型定理 （First isomorphism theorem）  |
| 「第三」なし | van der Waerden, Durbin        | 準同型の基本定理 （Fundamental theorem of homomorphisms） | 第一同型定理 （First isomorphism theorem）                                   | 第二同型定理 （Second isomorphism theorem） |
| 「第三」なし | Knapp                          | （対応なし）                                              | 第二同型定理 （Second isomorphism theorem）                                  | 第一同型定理 （First isomorphism theorem）  |
| 「第三」なし | Grillet                        | 準同型定理 （Homomorphism theorem）                       | 第二同型定理 （Second isomorphism theorem）                                  | 第一同型定理 （First isomorphism theorem）  |
| 「第三」あり | (Other convention per Grillet) | 第一同型定理 （First isomorphism theorem）                | 第三同型定理 （Third isomorphism theorem）                                   | 第二同型定理 （Second isomorphism theorem） |
| 「第三」あり | Rotman                         | 第一同型定理 （First isomorphism theorem）                | 第二同型定理 （Second isomorphism theorem）                                  | 第三同型定理 （Third isomorphism theorem）  |
| 「第三」あり | Fraleigh                       | （対応なし）                                              | 第二同型定理 （Second isomorphism theorem）                                  | 第三同型定理 （Third isomorphism theorem）  |
| 「第三」あり | Dummit & Foote                 | 第一同型定理 （First isomorphism theorem）                | 第二同型定理、もしくは菱形同型定理 （Second or Diamond isomorphism theorem） | 第三同型定理 （Third isomorphism theorem）  |
| 番号なし     | Milne                          | 準同型定理 （Homomorphism theorem）                       | 同型定理 （Isomorphism theorem）                                             | 対応定理 （Correspondence theorem）         |
| 番号なし     | Scott                          | 準同型定理 （Homomorphism theorem）                       | 同型定理 （Isomorphism theorem）                                             | 一年生定理 （Freshman theorem）             |

一般的ではないものの、これらに対応定理を4番目の定理として加えることがあり、「第四同型定理」あるいは「束定理」と呼ばれる。

### 定理のステートメント

#### 定理1

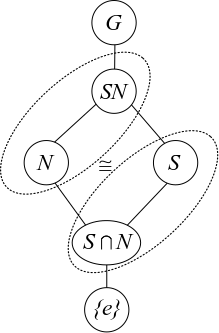
第二同型定理を表した模式図

G と H を群とし、φ: G → H を群準同型とする。このとき
1. φ の核は G の正規部分群であり、
2. φ の像は H の部分群であり、
3. φ の像は商群 G/ker(φ) に同型 である。

とくに、φ が全射であれば、H は G/ker(φ) に同型である。

#### 定理2
G を群とする。S を G の部分群とし、N を G の正規部分群とする。このとき
1. 積（英語版） SN は G の部分群であり、
2. 共通部分 S ∩ N は S の正規部分群であり、
3. 商群 (SN)/N と S/(S ∩ N) は同型である。

技術的には、S が N の正規化群の部分群でありさえすれば N が G の正規部分群である必要はない。この場合、共通部分 S ∩ N は G の正規部分群とは限らないが、S の正規部分群ではなおある。

#### 定理3
G を群とする。N と K を G の正規部分群で K ⊆ N ⊆ G とする。このとき
1. 商 N/K は商 G/K の正規部分群であり、
2. 商群 (G/K)/(N/K) は G/N に同型である。

#### 定理4
一部の文献では対応定理を三番目もしくは四番目の同型定理として紹介している。また別の文献ではツァッセンハウスの補題（英語: Zassenhaus lemma）を第四同型定理としている。

### 議論
定理1は「群の圏が正規エピ–モノ分解可能、すなわち正規エピ射のクラスとモノ射のクラスはこの圏の標準分解系 (factorization system) をなす」という圏論的事実に基づく。これは横の可換図式においてとらえられ、存在が射 f: G → H から導かれる対象と射を示している。図式は群の圏においてすべての射が核 を圏論的な意味でもつことを示している；任意の射 f は ι ∘ π に分解する、ただし ι はモノ射で π はエピ射である（余正規圏においてすべてのエピ射は正規である）。これは対象 ker f とモノ射 κ: ker f → G によって図式において表現されており（核は常にモノ射である）、図式の左下から右上に走る短完全列を完成させる。完全列を用いる慣習によって ker f から H と G/ker f へのゼロ射を描かなくて済む。
列が右分裂であれば（すなわち G/ker f をそれ自身の π-原像に写す射 σ が存在すれば）、G は正規部分群 im κ と部分群 im σ の半直積である。それが左分裂（すなわちある ρ: G → ker f が存在して ρ ∘ κ = idkerf）であれば、右分裂でもなければならず、im κ × im σ は G の直積分解である。一般に、右分裂の存在は左分裂の存在を意味しないが、アーベル圏（例えばアーベル群全体）においては、左分裂と右分裂は分裂補題によって同値であり、右分裂は直和分解 im κ ⊕ im σ を生み出すのに十分である。アーベル圏において、すべてのモノ射は正規でもあり、図式は2番目の短完全列 0 → G/ker f → H → coker f → 0 によって拡張できる。
定理2において、積 SN は G の部分群の束における S と N の結びであり、共通部分 S ∩ N は交わりである。
定理3は9項補題によってアーベル圏やより一般の対象の間の写像に一般化される。それはときどき略式的に "freshman theorem" と呼ばれる、なぜならば "freshman でさえわかるからだ： K たちをキャンセルアウトするだけでよい！"

## 環
環に対する定理のステートメントも同様であり、正規部分群の概念がイデアルの概念に取って代わる。

### 定理1
R と S を環とし、φ: R → S を環準同型とする。このとき
1. φ の核は R のイデアルであり、
2. φ の像は S の部分環であり、
3. φ の像は商環 R/ker(φ) に同型である。

とくに、φ が全射であれば、S は R/ker(φ) に同型である。

### 定理2
R を環とする。S を R の部分環とし、I を R のイデアルとする。このとき
1. 和 S + I = {s + i  |  s ∈ S, i ∈ I} は R の部分環であり、
2. 共通部分 S ∩ I は S のイデアルであり、
3. 商環 (S + I)/I と S/(S ∩ I) は同型である。

### 定理3
R を環とする。A と B を R のイデアルで B ⊆ A ⊆ R とする。このとき
1. 集合 A/B は商 R/B のイデアルであり、
2. 商環 (R/B)/(A/B) は R/A に同型である。

## 加群
加群に対する同型定理のステートメントはとりわけ単純である、なぜならば任意の部分加群から商加群を構成することができるからである。ベクトル空間とアーベル群に対する同型定理はこれらの特別な場合である。ベクトル空間に対しては、これらの定理はすべて階数・退化次数の定理 (rank-nullity theorem) から従う。
以下の定理のすべてで、言葉「加群」は「R-加群」を意味する、ただし R はある固定された環。

### 定理1
M と N を加群とし、φ: M → N を準同型とする。このとき
1. φ の核は M の部分加群であり、
2. φ の像は N の部分加群であり、
3. φ の像は商加群 M/ker(φ) に同型である。

とくに、φ が全射であれば、N は M/ker(φ) に同型である。

### 定理2
M を加群とし、S と T を M の部分加群とする。このとき
1. 和 S + T = {s + t  |  s ∈ S, t ∈ T} は M の部分加群であり、
2. 共通部分 S ∩ T は S の部分加群であり、
3. 商加群 (S + T)/T と S/(S ∩ T) は同型である。

### 定理3
M を加群とする。S と T を M の部分加群で T ⊆ S ⊆ M とする。このとき
1. 商 S/T は商 M/T の部分加群であり、
2. 商 (M/T)/(S/T) は M/S に同型である。

## 一般
これを普遍代数学に一般化するために、正規部分群は合同で置き換えられる必要がある。
代数系 A 上の合同 (congruence) は成分ごとの演算構造を与えられた A × A の部分代数系である同値関係 Φ である。演算を表現を経由して定義することによって同値類の集合 A/Φ を同じタイプの代数系にできる。Φ は A × A の部分代数系だからこれは well-defined である。

### 定理1
f: A → B を代数系の準同型とする。このとき f の像は B の部分代数系で、Φ: f(x) = f(y) で与えられる関係は A 上の合同で、代数系 A/Φ と im f は同型である。

### 定理2
代数系 A と A の部分代数系 B と、A 上の合同 Φ が与えられ、ΦB ≔ Φ ∩(B × B) を Φ の B におけるトレースとし [B]Φ ≔ {K ∈ A/Φ  |  K ∩ B ≠ ∅} を B と交わる同値類の集まりとする。
このとき
1. ΦB は B 上の合同で、
2. [B]Φ は A/Φ の部分代数系で、
3. 代数系 [B]Φ は代数 B/ΦB に同型である。

### 定理3
A を代数系とし Φ, Ψ を A 上の2つの合同関係で Ψ ⊆ Φ とする。このとき 
1. Φ/Ψ ≔ {([a′]Ψ, [a″]Ψ)  |  (a′, a″) ∈ Φ} = []Ψ ∘ Φ ∘ []−1
Ψ  は A/Ψ の合同で、
2. A/Φ は (A/Ψ)/(Φ/Ψ) に同型である。